# Roztannea, Solone
Roztannea (în ucraineană Розтання) este un sat în comuna Dzerjînivka din raionul Solone, regiunea Dnipropetrovsk, Ucraina.

## Demografie
Componența lingvistică a localității Roztannea
     Ucraineană (50%)
     Rusă (44,89%)
     Română (4,55%)
Conform recensământului din 2001, majoritatea populației localității Roztannea era vorbitoare de ucraineană (50%), existând în minoritate și vorbitori de rusă (44,89%) și română (4,55%).